# Gołyń (Łódź)
Gołyń [pronunciación en polaco: /ˈɡɔwɨɲ/] es un pueblo en el distrito administrativo de Gmina Białun Rawska, dentro del  Distrito de Rawa, Voivodato de Łódź, en Polonia central. Se encuentra aproximadamente 9 kilómetros al noroeste de Białun Rawska, 15 kilómetros al noreste de Rawa Mazowiecka, y 66 kilómetros al este de la capital regional, Łódź.
El pueblo tiene una población aproximada de 150 habitantes.